# Delley

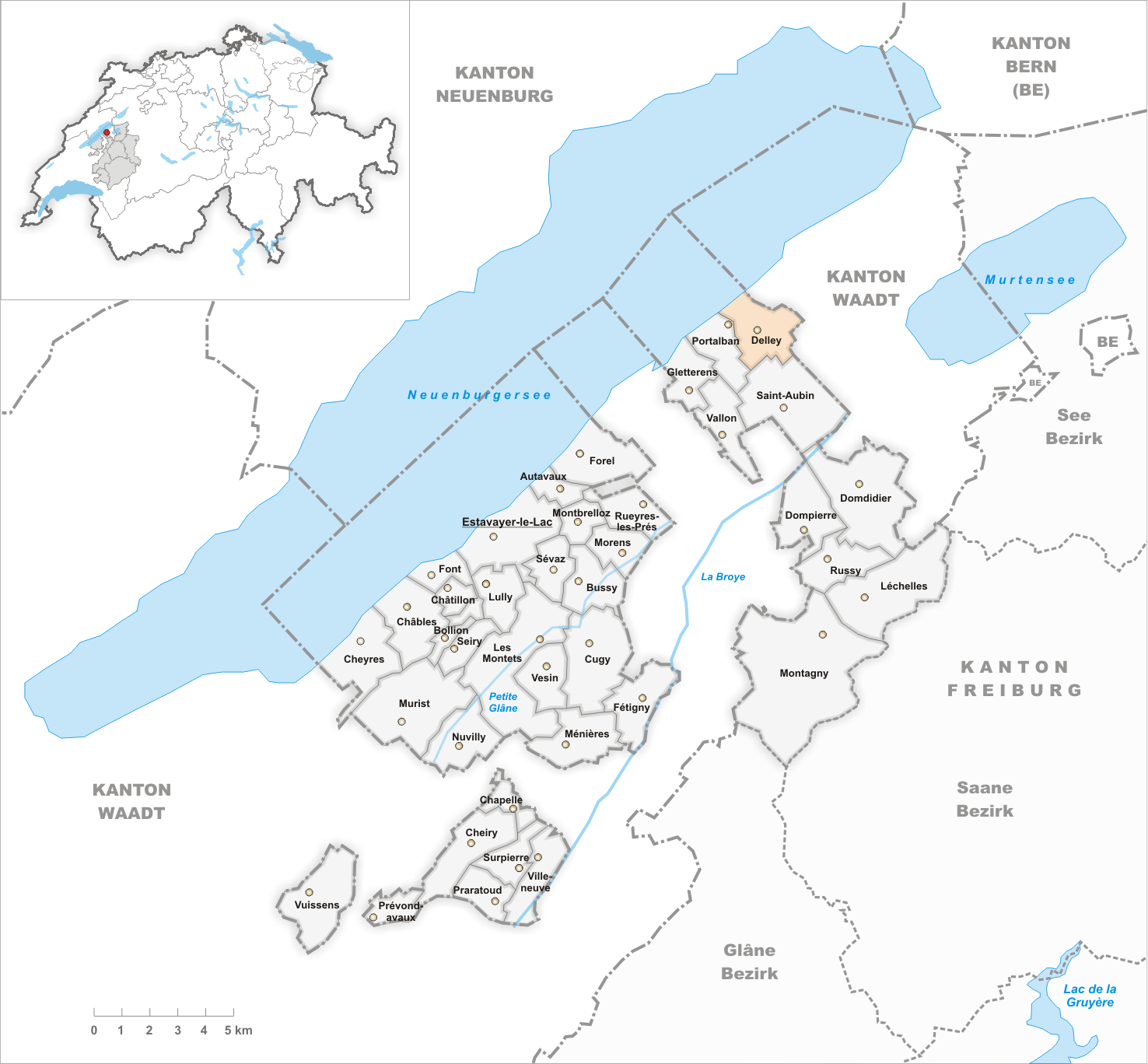
Gemeindestand vor der Fusion am 1. Januar 2005

Delley ist eine ehemalige Gemeinde des Bezirks Broye des Kantons Freiburg in der Schweiz. Am 1. Januar 2005 wurde die Gemeinde mit der ehemaligen Gemeinde Portalban zur Gemeinde Delley-Portalban fusioniert.

## Geographie
Das Dorf Delley liegt auf 497 m ü. M., zwölf Kilometer nordnordöstlich des Bezirkshauptortes Estavayer (Luftlinie), auf einem Höhenzug oberhalb des östlichen Ufers des Neuenburgersees. Die Gemeinde Delley umfasste das gleichnamige Dorf auf dem Hügelzug und den östlichen Teil der Ortschaft Portalban auf 435 m ü. M. am Ufer des Sees.

## Bevölkerung
Mit 414 Einwohnern (2000) zählte Delley vor der Fusion zu den kleineren Gemeinden des Kantons Freiburg. 
Einwohnerzahlen: Volkszählungsdaten

## Wirtschaft
Delley war bis in die zweite Hälfte des 20. Jahrhunderts ein vorwiegend durch die Landwirtschaft geprägtes Dorf. Noch heute haben der Ackerbau, der Obstbau sowie die Viehzucht einen wichtigen Stellenwert in der Erwerbsstruktur der Bevölkerung. Weitere Arbeitsplätze sind im lokalen Kleingewerbe und im Dienstleistungssektor vorhanden. In den letzten Jahrzehnten hat sich Delley dank seiner attraktiven Lage auch zu einer Wohngemeinde entwickelt. Viele Erwerbstätige sind deshalb Wegpendler, die hauptsächlich in den Regionen Payerne und Estavayer-le-Lac arbeiten.

## Verkehr
Das Dorf liegt abseits der grösseren Durchgangsstrassen, an einer Verbindungsstrasse von Saint-Aubin nach Portalban. Durch die Buslinie der Transports publics Fribourgeois, die von Freiburg nach Gletterens führt, ist die Ortschaft an das Netz des öffentlichen Verkehrs angebunden.

## Geschichte
Delley ist 1342 als Deler bezeugt. 
Die Herrschaft von Delley, zur der auch Portalban gehörte, wurde 1268 von der Familie d'Agnens erworben. Die Familie hielt bereits 1224 und 1239 Güter in Delley als Lehen des Kapitels der Kathedrale von Lausanne; das Lehen ging dann in der Mittel des 15. Jahrhunderts vom Kapitel an Peter von Savoyen über. Die Herrschaft wurde vom 14. Jahrhundert an aufgeteilt und 1679 von den Castella gekauft. Als die Berner 1536 das Waadtland eroberten, kam Delley unter die Herrschaft von Freiburg und wurde der Vogtei Estavayer zugeteilt. Nach dem Zusammenbruch des Ancien Régime (1798) gehörte das Dorf während der Helvetik zum gleichnamigen Distrikt Estavayer, ab 1804 zum Bezirk Montagny und ab 1831 zum Bezirk Dompierre und wurde 1848 in den Bezirk Broye eingegliedert.
Im Rahmen der seit 2000 vom Kanton Freiburg geförderten Gemeindefusionen stand zunächst eine Fusion von Delley, Portalban und Gletterens zur Debatte. Während sich Gletterens einer Fusion widersetzte und aus dem Projekt austrat, stimmten die Dorfbewohner von Delley und Portalban mit einer Ja-Mehrheit von rund 90 % für die Fusion. Diese wurde mit Wirkung auf den 1. Januar 2005 rechtskräftig, und die neue Gemeinde mit dem Namen Delley-Portalban entstand.
Kirchlich trennte sich Delley 1858 von Saint-Aubin, um eine Pfarrei mit Portalban zu bilden. Die Kirche von 1488 wurde 1713 wieder aufgebaut.